# 조이차흐역
조이차흐역(독일어: Seuzach)은 스위스 취리히주 조이차흐 지자체에 있는 기차역이다. 역은 빈터투어에서 에츠빌렌까지 가는 노선에 있다.
역은 아라우에서 출발하는 취리히 S-반 서비스 S11의 종점이며, 빈터투어와 슈타인 암 라인을 연결하는 S29의 중간 정류장이다.

## 운행편
이 역은 스위스 연방 철도에서 서비스를 제공한다.
역은 취리히 S-반 통근열차 네트워크에 통합되어 있으며, 취리히 S-반에 속하는 두 노선의 열차가 정차하는 곳에서 그 중 하나의 출발점이 된다.
- 취리히 S-반 :
  - S11 (아라우 – 렌츠부르크 –) 디에티콘 – 취리히 HB – 취리히 슈테트바흐 –  빈터투어 – 조이차흐 / 젠호프-키부르크 (– 빌라)
  - S29 빈터투어 – 슈타인 암 라인